# Воскрешение далеков
Воскрешение далеков (англ. Resurrection of the Daleks) — четвертая серия двадцать первого сезона британского научно-фантастического телесериала «Доктор Кто», состоящая из двух эпизодов, которые были показаны в период с 8 по 15 февраля 1984 года.

## Сюжет
Группа футуристических гуманоидов бежит по Шэд Тэмз в 1984 году. Их расстреливают двое полисменов под началом командира Литтона. Двое из гуманоидов, Гэллоуэй и квотермейстер сержант Стиен, скрываются на верфи Батлера, где находится временной коридор, но Гэллоуэя убивают. Литтон отправляется на свой крейсер в далеком будущем и готовится атаковать космическую тюрьму, где единственный заключенный - Даврос, создатель далеков. Тем временем ТАРДИС затягивает во временной коридор, и она приземляется у верфи Батлера в 1984 году.
Далеки атакуют тюрьму, но команда под началом доктор Стайлса и лейтенанта Мерсера отбивает атаку. Литтон убеждает использовать против команды газ, и захватывают тюрьму. Офицеру Осборн поручено в этой ситуации уничтожить Давроса, но Литтон с инженером убивают ее прежде, чем она выполняет свою миссию, и освобождают Давроса из криогенной заморозки.
Доктор и его друзья на складе встречают Стиена, а затем военный отряд саперов, вызванный строителями после обнаружения того, что они приняли за неразорвавшиеся бомбы. Турлоу случайно входит в коридор и оказывается на корабле далеков.
Узнав, что Доктор на складе, Верховный далек посылает далека для захвата того в плен. Тот, появившись, убивает несколько человек из отряда, пока Доктор не советует им сосредоточить огонь на его глазу, что его ослепляет. Далека выбрасывают из окна, и он взрывается при падении на землю. Тиган теряет сознание от травмы, а из экипажа тюрьмы в живых остались только Стайлс, Мерсер и двое охранников. Переодевшись в форму охранников Литтона, они планируют взорвать станцию с помощью системы самоуничтожения.
Пока кресло Давроса чинит инженер Кистон, Литтон рассказывает, что далеки проиграли войну против мовелланцев, так как те разработали вирус, атакующий только далеков, поэтому они и пробудили Давроса, чтобы найти лекарство. Несмотря на лаборатории Литтона, Даврос говорит, что он будет работать на тюремной станции. Литтон уходит для совета с Верховным далеком, и Даврос подчиняет себе разум Кистона.
Доктор и саперы, принеся остатки далека в здание, принимаются за поиски мутанта, сидящего внутри. Они находят и убивают его, но тот успевает ранить одного из них. Медик остается присматривать за ним и Тиган, а Доктор и Стиен отправляются на ТАРДИС через временной коридор. Та появляется внутри корабля далеков, но Стиен оказывается агентом далеков и наставляет на Доктора пистолет. Но Литтон предупреждает его и далеков, что Доктора пока нельзя убивать, и те уводят его. Турлоу присоединяется к партизанам из команды тюрьмы, сообщив им о наличии временного коридора, с помощью которого можно будет сбежать с корабля после активации самоуничтожения.
На Земле раненый далеками начинает вести себя странно и уходит, бормоча что-то несвязное. Командир группы, полковник Арчер, решает позвать на помощь по радио, но его рация не работает, и он выходит на улицу, где встречает двух полисменов, помощников Литтона, и просит их о помощи. Пока он звонит по их радио, один из подручных наставляет на него пистолет.
Оказывается, далеки собираются клонировать Доктора и его соратников и использовать их для убийства Высшего Совета Галлифрея. Стиен начинает процедуру копирования, но Доктор разговором с ним ломает контроль далеков над его разумом. Стайлса и двоих охранников убивают при активации системы самоуничтожения.
На Земле клон Арчера приходит на склад под контролем далеков. Тиган пытается сбежать, но её ловят полисмены и отправляют на корабль далеков. Профессора Лэрда, научного советника отряда саперов, убивают при попытке убежать от солдат.
Двое далеков приводят Давроса в лабораторию. Тот просит их дать ему образцы их ткани. После обсуждения с Верховным далеком те соглашаются, но Даврос вместо этого подчиняет себе и их разумы.
В комнате клонирования Доктор постепенно склоняет Стиена на свою сторону, и в конце концов тот прерывает процесс и освобождает Доктора. Тот находит Турлоу и Тиган, и они возвращаются на ТАРДИС вместе со Стиеном и Мерсером. Оставив компаньонов на ТАРДИС с задержкой отправления на склад, он со Стиеном и Мерсером отправляется в лабораторию для уничтожения Давроса.
Доктор почти справляется с Давросом, но контроль над Стиеном возвращается, и это позволяет отряду Литтона убить Мерсера. В ужасе Стиен убегает внутрь станции, отказываясь уходить.
Армия Давроса (Кистон, солдат и два далека) растет, и он отправляет своих далеков на Землю. Далеки пытаются убить его, но Даврос открывает капсулу с вирусом мовеллан, и вошедших убивает вирус.
На складе происходит битва между далеками Давроса и далеками Верховного далека. Доктор открывает "неразорвавшиеся бомбы"-канистры с вирусом возле далеков, которые начинают умирать. Литтон сбегает, сменив униформу на форму полисмена, и присоединятся к его помощникам. На станции Даврос готовится к побегу, но мовелланский вирус атакует и его.
Верховный далек угрожает Доктору, утверждая, что у него есть клоны людей по всей Земле, и их победа - лишь вопрос времени. Тем временем раненый Стиен перед тем, как его убивают, активирует систему уничтожения и взрывает тюрьму вместе с кораблем далеков.
Тиган отказывается улетать с Доктором, последняя резня была для нее слишком жестокой, и она убегает. Доктор опечален этим, и улетает вместе с Турлоу. Вернувшись, Тиган кричит в пустоту, что будет скучать.

## Трансляции и отзывы
| Эпизод            | Дата показа     | Продолжительность | Телезрители (в миллионах) |
| ----------------- | --------------- | ----------------- | ------------------------- |
| «Часть 1»         | 8 февраля 1984  | 46:24             | 7,3                       |
| «Часть 2»         | 15 февраля 1984 | 46:52             | 8,0                       |
| [ 1 ] [ 2 ] [ 3 ] |                 |                   |                           |

## Интересные факты
- Это последняя серия с регулярным участием Джанет Филдинг в роли Тиган Джованки. Актриса еще раз появилась в этой роли в серии «Пещеры Андрозани».
- Не считая небольшого камео в серии «Пять Докторов», это единственное столкновение Пятого Доктора и далеков.
- При сканировании разума Доктора, вследствие ошибки при монтаже в фотографиях компаньонов отсутствует Лила.
- В серии «Судьба далеков» упоминается, что далеки лишились органических частей, тем не менее в этой серии они все еще частично состоят из органики.
- Из-за трансляции Зимней Олимпиады 1984 года в расписании эфира BBC не оказалось места для четырех 25-минутных эпизодов, поэтому серию перемонтировали в два 46-минутных. При последующих трансляциях серия демонстрировалась как в формате оригинальной трансляции, так и в формате, привычном для сериала.